# Entedonomphale carbonaria
Entedonomphale carbonaria är en stekelart som först beskrevs av Erdös 1954.  Entedonomphale carbonaria ingår i släktet Entedonomphale, och familjen finglanssteklar. Arten är reproducerande i Sverige.